# Enrico Zucchinali
Enrico Zucchinali (Levate, 30 luglio 1924 – ...) è stato un calciatore italiano, di ruolo attaccante.

## Caratteristiche tecniche
Zucchinali era un centravanti, che poteva essere impiegato anche come mezzala. Grazie alla sua velocità era considerato un abile contropiedista.

## Carriera
Inizia l'attività nel campionato 1941-1942 con il Dalmine, e l'anno successivo si trasferisce nelle giovanili dell'Atalanta.
Nel campionato di Serie C 1946-1947 milita nell'Audace Monopoli, con cui approda al girone finale della Lega Interregionale Sud. La formazione pugliese perde lo spareggio con la Nocerina per l'ammissione alla Serie B, e nell'estate 1947 passa proprio alla Nocerina, che lo fa esordire tra i cadetti. Con i molossi colleziona 21 presenze con 5 reti, senza poter evitare la retrocessione dei rossoneri in Serie C a seguito della riforma dei campionati.
Nel 1949 la Nocerina lo cede al Piombino, militante in Serie C. Nel campionato 1949-1950 i nerazzurri toscani si classificano al secondo posto dietro all'Anconitana, e Zucchinali realizza 17 reti; l'anno successivo il Piombino vince il girone e ottiene la promozione in Serie B, con Zucchinali autore di 24 reti. Riconfermato tra i cadetti, realizza 6 reti nelle prime cinque giornate del campionato 1951-1952; nei mesi successivi, tuttavia, viene frenato da problemi al ginocchio, che lo portano anche a subire un'operazione chirurgica. Conclude la stagione con 8 reti in 17 presenze, e il Piombino giunge al sesto posto in campionato.
Nel 1952 passa al Brescia, sempre tra i cadetti: chiude l'esperienza nel Piombino con 49 reti, secondo miglior marcatore della storia del club dietro Emilio Panicucci. Con le Rondinelle non ripete le prestazioni offerte in Toscana, con un'unica rete in 15 partite; nel mercato autunnale del 1953 viene ceduto al Piacenza, in Serie C, dove viene impiegato come mezzala in alternativa a Enzo Cozzolini (già suo compagno di squadra a Piombino), totalizzando 12 presenze e 2 reti. Rimane al Piacenza, senza giocare, anche nel successivo campionato, prima di essere messo in lista di trasferimento nel 1955; conclude la carriera in IV Serie, nel Beretta di Gardone Val Trompia, nel Marzoli Palazzolo (con cui raggiunge le finali promozione nella stagione 1956-1957) e nel Falck Vobarno.
Ha totalizzato 53 presenze e 14 reti in Serie B con Nocerina, Piombino e Brescia.

## Palmarès

### Club

#### Competizioni nazionali
- Serie C: 1

Piombino: 1950-1951
- IV Serie: 1

Marzoli: 1956-1957